# Thierry Lataste
Thierry Lataste (ur. 31 stycznia 1954 w Talence) – francuski polityk Partii Socjalistycznej i urzędnik państwowy. W imieniu współksięcia francuskiego François Hollande'a od 5 stycznia 2015 do 15 czerwca 2016 formalnie zarządzał Andorą; od 19 lipca 1999 do 29 lipca 2002 roku Wysoki Komisarz Nowej Kaledonii, od 29 lipca do 12 sierpnia 1994 również pełniący obowiązki tegoż komisarza.

## Życiorys
Absolwent École nationale d'administration. Jeden z głównych negocjatorów traktatu z Nouméa z 1998, dającego Nowej Kaledonii status terytorium zamorskiego o specjalnym statusie. W przeszłości współpracował z politykami lewicowymi, m.in. w latach 80. był sekretarzem mera Lille Pierre Mauroya, a w latach 1997–2000 asystentem posła Jean-Jacka Queyranne, a od 2012 szefem gabinetu ministra spraw wewnętrznych Manuela Vallsa (utrzymał stanowisko również za Bernarda Cazeneuve'a).
Jego dalekim przodkiem jest kompozytor Franz Beck, a krewnym błogosławiony zakonnik Jan Józef Lataste. Został odznaczony Narodowym Orderem Zasługi, Legią Honorową, Orderem Zasługi Republiki Federalnej Niemiec pierwszej klasy.
Żonaty, ma czwórkę dzieci.